# Roberto Rodríguez Luna
Roberto Rodríguez Luna cuyo nombre real era Roberto González Rodríguez (Montevideo, 17 de enero de 1927 - Chivilcoy, 23 de septiembre de 1992) fue un cantante y guitarrista uruguayo

## Biografía
Se inició en la música mientras cursaba sus estudios primarios. Sus primeras nociones de como acompañarse con la guitarra las aprendió de estar en contacto con cantores y quienes los acompañaban.
Formó un dúo con Enalmar de María en 1950 y posteriormente con Cardozo. Con otro músico de apellido Rodríguez formaron el grupo "Los Arrieros" e hicieron su debut en Radio Ariel acompañados por Rubén Salón, Juan Carlos Larriera y Uruguay Zabaleta. También actuaron en Radio Nacional y en CX8 Radio Sarandí.
Graba por segunda vez en 1954 al tiempo que participa compartiendo los micrófonos con Luis Alberto Fleitas en audiciones radiales como "Milonga de campo y ciudad". También participó en obras teatrales como "Ceibos y Madreselvas" presentadas en Montevideo.
Viaja a Buenos Aires a mediados de la década del 50 y allí se presenta en la peña “La Querencia”. De vuelta en Montevideo actuó en Radio Carve durante 10 años. Contratado por Radio Splendid y Patio de Tango vuelve a Argentina y realiza giras por el interior de ese país.
En 1970 se casó con la cantante Mara Helguera (Emma Inés Llaneza) de Chivilcoy. Con ella se estableció un tiempo en Venezuela, donde compartieron escenarios con Alfredo Attadia y Agustín Irusta entre otros. Junto a ella recorrió centramérica realizando actuaciones para la cadena hotelera Holiday Inn.
En 1981 regresaron a Argentina y brindaron actuaciones en Buenos Aires. En Uruguay grabaron discos y actuaron en distintos locales. Posteriormente regresaron a Argentina y se radicaron definitivamente en Chivilcoy.
Como compositor y autor, Rodríguez Luna tiene registrados 25 canciones, en colaboración con: Romildo Risso, Serafín José García, Julio Rodríguez Martín, Wenceslao Varela, Miguel Ángel García, José Sturla y Dante Gilardoni.
Su voz y su guitarra quedaron registradas en varios discos de 78 rpm, dobles, larga duración y casetes para los sellos uruguayos Antar y Orfeo.

## Discografía
- Roberto Rodríguez Luna (EP. Antar FP 33-011)
- Roberto Rodríguez Luna (EP. Antar FP 33-061)
- Canciones de tierra adentro (EP. Antar FP 45-041)
- Rumbeando (Antar PLP 5011. 1960)
- Marcando rumbos (Antar PLP 5041. 1963)
- Canto a las mocedades (Orfeo SULP 90643)